# 레버레이트
레버레이트 (Leverate)는 금융 트레이딩 회사에 필요한 소프트웨어 및 기술서비스를 제공하는 기업이다. 레버레이트는 기업고객을 대상으로 HTS 트레이딩 플랫폼, 백 오피스 고객관리 전산 시스템, 유동성 연결 등 전반적인 소프트웨어 솔루션을 제공한다. 레버레이트는 이스라엘, 독일, 홍콩, 폴란드, 키프로스, 중국, 우크라이나에 지사가 위치하고 있다.

## 연혁
Ran Strauss, Doron Cohen, Itai Damti 그리고 Doron Somech는 2006년 프로젝트를 통해 인연을 맺은 후 2008년 공동 창업하여 레버레이트를 설립하였다.
초기의 발상은 자동화 매매를 목적으로 거래알고리즘을 만드는 것에서 시작되었다. 플랫폼을 개발하는데 2년이 걸렸고, 회사는 2008년에 공식적으로 출범하였다.
레버레이트사는 2008년 Tempo Beverages Ltd. 사의 소유주이자 최고 경영자인 Jacques Beer로부터 최초의 엔젤 투자를 받았다.
레버레이트는 알고리즘 사용의 한계를 파악하고, 대신에 장외시장 가격의 지연 체결로 인한 손실을 줄이는 기술력을 개발하여 선물사에 공급하는 것으로 사업 방향을 전환하였다.
2008년 알고리즘 개발 사업을 중단하고 “빠르고, 정확한” 파생상품 피드를 시장 상황의 이해가 필요한 브로커에게 제공하기 시작했다. 여기서 말한 피드는 레버레이트사의 초기 제품인 LXFeed를 말한다.
제품 출시와 함께 기존 거래알고리즘 사업에서 서비스형 소프트웨어 <SaaS (Software As A Service)> 시장으로 전환한 것을 활용하여 위험관리 툴과 모바일 거래 플랫폼을 추가적으로 개발하였다.
2011년에는 Saxo Bank에 25% 지분을 1,250만 달러에 매각한 후, 기존 50명의 직원에서 추가로 20명을 증원하여 운영을 확장했다. 2017년 11월, 이 기업은 키프로스를 기반으로 금융 규제 컨설팅 및 서비스를 운영하는Regyoul 8과 금융 인증 서비스 Edu8, 신규 거래 플랫폼 등을 출시하였다.

## 상품
레버레이트의 첫 제품은 2008년 출시된 LXFeed이다. 2009년에는 위험관리 시스템을 개발하였다. 같은 해 LXSuite 라는 이름으로 된 세트형 상품을 출시하였다. 2010년에는 사용자가 플랫폼의 설정을 개별 설정 할 수 있는 LXAPI 플랫폼과 고객 관리용 전산 시스템인 LXCRM 을 출시하였다. 2014년에는 비트코인, 라이트코인 등 가상화폐 상품이 LXFeed 에 추가되었다. 최근에는 Sirix 소셜 트레이딩 HTS 및 커뮤니티와 Activ8 신규 플랫폼을 출시하였다. Sirix 소셜 커뮤니티를 통해 트레이더들은 다른 트레이더의 포트폴리오를 보고 카피트레이딩을 할 수 있으며, 거래 종목도 투명하게 확인할 수 있는 등 MetaTrader4 플랫폼과 통합이 원활하게 이루어진다.

## 수상이력
- Deloitte(딜로이트)<Technology Fast 50>
- 2017 Red Herring(레드헤링) Europe Top 100
- 2014 Forex Expo 소프트웨어 개발 부문
- 2013 World Finance 최우수 컨설팅 부문
- 2012 Forex Magnates 최우수 테크놀로지 제공 부문

## 관련 자료
- ISAE (international Standard on Assurance Engagements) 3402 인증
- 포브스(Forbes) <<How Fintech Automation is Changing the Face of Business & Finance>>

## 같이 보기
- 환율